# Stödgrupp
Stödgrupp eller självhjälpsgrupp är en mötesform där personer med ett likartat problem kan utbyta erfarenheter med andra som varit i samma situation. Mest kända koncept är stödgruppen Anonyma Alkoholister. Det är också namnet på konceptets världsomspännande organisation som tillhandahåller viss infrastruktur för Anonyma Alkoholist-grupper när de behöver det. Vanligt för en stödgrupp är annars att den är självförsörjande och genom sin stadgar oberoende i sitt förhållningssätt till omvärlden. Dess struktur påminner väldigt mycket om en del föreningar som inom sociologin kan beskrivas som sociala grupper, vilka har olika ritualer, traditioner, ibland egna ord och uttryck. För de stödgrupper som i studier också vissa sig ha effekt vad gäller sina syften, exempelvis att bli av med ett beroende, så är det just graden av social identitet som respektive koncept lyckas tillhandahålla som är avgörande.

Helst ska ett möte inte ha fler än tio deltagare. Här kontaktytorna med fem deltagare.

Tio deltagare.

## Definition
Den enkla och självklara grundtanken bakom en stödgrupp är att om man varit i samma situation som de andra gruppkamraterna är det lättare att förstå. Gruppens främsta syfte är att medlemmarna ska dela erfarenheter. Inte bara diskutera och argumentera. Det finns ingen uppdelning mellan vem som ger hjälp eller tar emot. Istället finns ett ömsesidigt givande och tagande mellan alla på ett möte. Det finns möjlighet att vara anonym och vid starten av ett möte är det brukligt att det gemensamt poängteras att tystnadsplikt råder samt att man inte avbryter eller oombett ger råd till den som pratar eller pratat. Inga formella ledare finns men en person som skiftas från mötesgång till mötesgång har en lite mer framträdande praktisk ordföranderoll. Vid samtal används rundan som kan konkretiseras med att ett litet föremål går runt och innehas av den som för tillfället har ordet, för att påminna om att gruppen delar på tiden, att alla närvarande medlemmar har ett ömsesidigt ordförandeansvar vad gäller fördelningen av ordet och det att alla verkligen ges möjlighet till att komma till tals. Helst ska det inte vara fler än tio deltagare. Temat för många grupper rör sig inom områdena sjukdom, sorg och problem.

## Historik
Stödgrupper har alltid funnits utan att benämnas som stödgrupp i exempelvis ordenssällskap, brödraskap och deras frimurarverksamheter. Istället har ord som patientgrupp, samtalsgrupp, cirkelgrupp och i viss mån kamratstöd använts. Sedan 1900-talet finns grupper i mer formaliserad form tillhandahållet av olika föreningar som Barnens rätt i samhället och Autism- och Aspergerförbundet. Vårdinstitutioner tillhandahåller grupper som assisteras av legitimerad personal vars ordföranderoll är så nedtonad att stödgruppen ändå kan anses som ”oberoende”. Olika intresseföreningars verksamheter använder snarlika såna mötesformer där en mentor eller expert närvarar och vid behov kan assistera.
Mötesformens positiva utfall är förhållandevis väldokumenterad. På 1980-talet jämfördes bland annat två grupper av kvinnor som behandlades för bröstcancer som spridit sig. I den grupp som gick i stödgrupp levde man i genomsnitt 18 månader längre, det vill säga, dubbelt, än kontrollgruppens deltagare vilka inte gick på möten.
Studier från början av 2000-talets visade att 8–11 miljoner, det vill säga 3-4 %, av USA:s befolkning var engagerade i stödgrupper. Motsvarande fördelning i Sverige, Norge och Danmarks var 1–2 % och i Finland uppskattades siffran ligga på uppemot 6 %. Denna höga siffra beror på att 1993 grundades föreningen Kansalaisarena, på svenska Medborgararenan, med syftet att främja människors vilja att hjälpa sig själv och andra. De får stöd via statliga spelmonopolorganisationen Penningautomatföreningen, RAY.

## Socialpsykologiskt perspektiv
Av nykterhetsbaserade stödgrupper förefaller merparten inte skilja sig så mycket åt vad gäller effektivitet. Ett sätt att förklara bland annat Anonyma Alkoholisters framgångar och sannolikt även andra grupper med beroende som tema socialpsykologiskt är dess struktur och återkommande ritualers förmåga att få medlemmarna att känna sig hemma. Mötesmodellerna tillhandahåller förenklat sett förebilder, ett gemensamt vokabulär, traditioner, historia och lokaler för den som vill påbörja resan att lämna sin beroendeidentitet till förmån för en nykter annan social identitet. Den sociala strukturen fortsätter sedan för många att fungera vad gäller det fortsatta upprätthållandet och underhållet av vald identitet.